# 扬子江水利委员会
扬子江水利委员会是中华民国管理长江流域事务的专门机构。

## 历史
1922年，北洋政府成立扬子江水道讨论委员会，内务总长高凌霨任委员长，税务处督办孙宝琦、运河局督办张謇、全国水利局总裁李国珍任副会长；同时设立杨子江技术委员会，隶属于扬子江水道讨论委员会。1928年，扬子江水道讨论委员会改组为扬子江水道整理委员会，隶属于交通部，交通部次长李仲公出任委员长。
1935年，扬子江水道整理委员会、太湖流域水利委员会、湘鄂湖江水文总站合并成立扬子江水利委员会，隶属于全国经济委员会，以“掌理扬子江流域一切兴利除患事务”，傅汝霖出任委员长，孙辅世为总工程师。中国抗日战争期间，委员会迁往重庆，由张含英代理委员长。1941年起归全国水利委员会领导。抗战结束后回到南京，孙辅世出任代理委员长。1947年7月1日，揚子江水利委員會改組为長江水利工程總局:8378，归水利部领导，孙辅世任局长，朱士俊任副局长。

## 历任委员长
扬子江水道讨论委员会委员长
1. 高凌霨（1921年12月任）
2. 龚心湛（1924年12月任）
3. 张孝若（1925年任）

扬子江水道整理委员会委员长
1. 李仲公（1928年5月任）
2. 蔡培（1930年10月任）
3. 俞飞鹏（1931年1月任）
4. 陈学木（1932年1月任）
5. 周象贤（1932年11月任）
6. 赵志游（1934年2月任）

扬子江水利委员会委员长
1. 傅汝霖（1935年任）
2. 张含英（代理，1939年任）
3. 孙辅世（代理）

长江水利工程总局局长
1. 孙辅世（1947年任）